# Colpoptera rotunda
Colpoptera rotunda är en insektsart som beskrevs av Caldwell 1945. Colpoptera rotunda ingår i släktet Colpoptera och familjen sköldstritar. Inga underarter finns listade i Catalogue of Life.